# فرع الجرة (المحفد)

تعديل مصدري - تعديل

فرع الجرة هي إحدى قرى عزلة المحفد بمديرية المحفد التابعة لمحافظة أبين، بلغ تعداد سكانها 108 نسمة حسب تعداد اليمن لعام 2004.